# Meedo cohuna
Meedo cohuna is een spinnensoort uit de familie Gallieniellidae. De soort komt voor in het oosten van Australië.